# Elaphoglossum nidusoides
Elaphoglossum nidusoides là một loài dương xỉ trong họ Dryopteridaceae. Loài này được Rouhan & Rakotondr. mô tả khoa học đầu tiên năm 2007.
Danh pháp khoa học của loài này chưa được làm sáng tỏ. 